# Jack Allen (Fußballspieler, 1900)
James Thomas „Jack“ Allen (* 1. Quartal 1900 in Sneinton; † unbekannt) war ein englischer Fußballspieler. Der Verteidiger bestritt von 1921 bis 1925 für Crystal Palace und Hartlepools United insgesamt 45 Partien in den Spielklassen der Football League.

## Karriere
Allen spielte für Walker Celtic, einen Klub aus Newcastle upon Tyne, in der Northern Football Alliance, bevor er sich 1921 dem Zweitdivisionär Crystal Palace anschloss. Bei Crystal Palace kam er in drei Spielzeiten nicht über die Rolle als Ergänzungsspieler hinaus, das Verteidigerpaar bildeten zu dieser Zeit Jack Little und Ernie Rhodes, Letzterer wurde im Laufe der Saison 1922/23 von Charlie Cross verdrängt. Nach einem 0:0 im September 1922 gegen den Stadtrivalen FC Fulham lobte der Korrespondent der Athletic News: „Allen erwies sich als mehr als ein nützlicher Partner für Little und machte lobenswerte Versuche, die Stürmer mit langen Flachpässen zu erreichen.“ Mehr als fünf (1921/22, 1922/23) bzw. sechs (1923/24) Saisoneinsätze standen für Allen dennoch nicht zu Buche, als sich der Klub jeweils in der unteren Tabellenhälfte platzierte.
Im Juni 1924 wurde Allen vom Komitee der Football League ein ablösefreier Wechsel gestattet und der Verteidiger kehrte in den Nordosten Englands zurück und schloss sich dem in der Third Division North spielenden Klub Hartlepools United an. Bei Hartlepools stand er vor allem in der ersten Saisonhälfte im Aufgebot und bestritt 29 Liga- und 5 FA-Cup-Spiele, dabei zeichnete er sich drei Mal erfolgreich als Strafstoßschütze seines Teams aus; über seine Reservistenrolle im späteren Saisonverlauf zeigten sich auch die Vereinsanhänger verwundert.
Nach einer Saison, die der Klub als Drittletzter auf Platz 20 abschloss, womit er nur knapp der Notwendigkeit einer Wiederwahl entging, verließ Allen den finanziell angeschlagenen Verein wieder, der zur Folgesaison vermehrt auf Amateure setzte, und schloss sich dem in der North Eastern League spielenden AFC Jarrow an, bei dem er Mannschaftskapitän wurde.